# Claude-Jacques Lecourbe
Claude-Jacques Lecourbe, francoski general, * 22. februar 1759, † 22. oktober 1815.

## Življenjepis
Po študiju na kolidžu v Polignyju in Lons-le-Saunierju je vstopil v Akvitinski polk, kjer je naslednjih osem let služil kot navadni vojak. Ob izbruhu francoske revolucije je bil leta 1789 s činom desetnika imenovan za poveljnika nacionalne garde Ruffey-sur-Seilleja. Pozneje je postal poveljnik 7. prostovoljnega bataljona Jure, s katerim se je boril v sestavi Armadi Rena in Armadi severa. Leta 1791 je bil povišan v polkovnika, leta 1794 v brigadnega in leta 1798 v divizijskega generala. Med italijansko in švicarsko kampanjo leta 1799 se je odlikoval v drugi bitki za Zürich. 
Na ukaz Napoleona je bil leta 1805 upokojen; razlog za to je bilo njegovo prijateljstvo in obramba Jean-Victorja Moreauja. Po Napoleonovemu odstopu je postal dvorjan Ludvika XVIII. Francoskega. Februarja 1815 ga je aktiviral grof Artoisa in ga imenoval za generalnega inšpektorja 6. vojaške divizije, s štabom v Besançonu.
Po Napoleonovi vrnitvi iz Elbe se mu je pridružil in postal poveljnik Armade Jure; odlikoval se je med obrambo mesta Belfort, ko je s samo 8.000 vojaki branil mesto 15 dni pred 40.000 avstrijskimi vojaki. Po drugi vrnitvi Ludvika na prestol se je Lecourbe upokojil in 22. oktobra 1815 je umrl v Belfortu.
Njemu v čast so postavili spomenik v Lons-le-Saunierju in Belfortu ter po njem poimenovali ceste v Lons-le-Saunierju, Parizu in Besançonu. 